# Aphrosylus gioiellae
Aphrosylus gioiellae är en tvåvingeart som beskrevs av Rampini och Lorenzo Munari 1987. Aphrosylus gioiellae ingår i släktet Aphrosylus och familjen styltflugor.
Artens utbredningsområde är Senegal. Inga underarter finns listade i Catalogue of Life.